# أليكس روبنسون
أليكس روبنسون (بالإنجليزية: Alex Robinson) (8 أغسطس 1969، نيويورك في الولايات المتحدة)؛ رسام كارتون وروائي أمريكي.